# Габбардстон (Массачусетс)
Габбардстон (англ. Hubbardston) — місто (англ. town) в США, в окрузі Вустер штату Массачусетс. Населення — 4328 осіб (2020).

## Демографія
Згідно з переписом 2010 року, у місті мешкали 4382 особи в 1566 домогосподарствах у складі 1229 родин. Було 1662 помешкання
Расовий склад населення:
| - 97,4 % — білих - 0,6 % — чорних або афроамериканців - 0,5 % — азіатів |

До двох чи більше рас належало 1,0 %. Частка іспаномовних становила 1,4 % від усіх жителів.
За віковим діапазоном населення розподілялося таким чином: 25,3 % — особи молодші 18 років, 65,3 % — особи у віці 18—64 років, 9,4 % — особи у віці 65 років та старші. Медіана віку мешканця становила 41,6 року. На 100 осіб жіночої статі у місті припадало 99,8 чоловіків;  на 100 жінок у віці від 18 років та старших — 99,8 чоловіків також старших 18 років.
Середній дохід на одне домашнє господарство  становив 102 947 доларів США (медіана — 93 387), а середній дохід на одну сім'ю — 119 778 доларів (медіана — 112 417). Медіана доходів становила 66 811 долар для чоловіків та 63 500 доларів для жінок. За межею бідності перебувало 2,4 % осіб, у тому числі 2,6 % дітей у віці до 18 років та 2,8 % осіб у віці 65 років та старших.
Цивільне працевлаштоване населення становило 2534 особи. Основні галузі зайнятості: освіта, охорона здоров'я та соціальна допомога — 30,3 %, виробництво — 15,2 %, науковці, спеціалісти, менеджери — 12,7 %.